# Fort McDermitt
Fort McDermitt – jednostka osadnicza w Stanach Zjednoczonych, w stanie Nevada, w hrabstwie Humboldt.